# بيتر ايمير

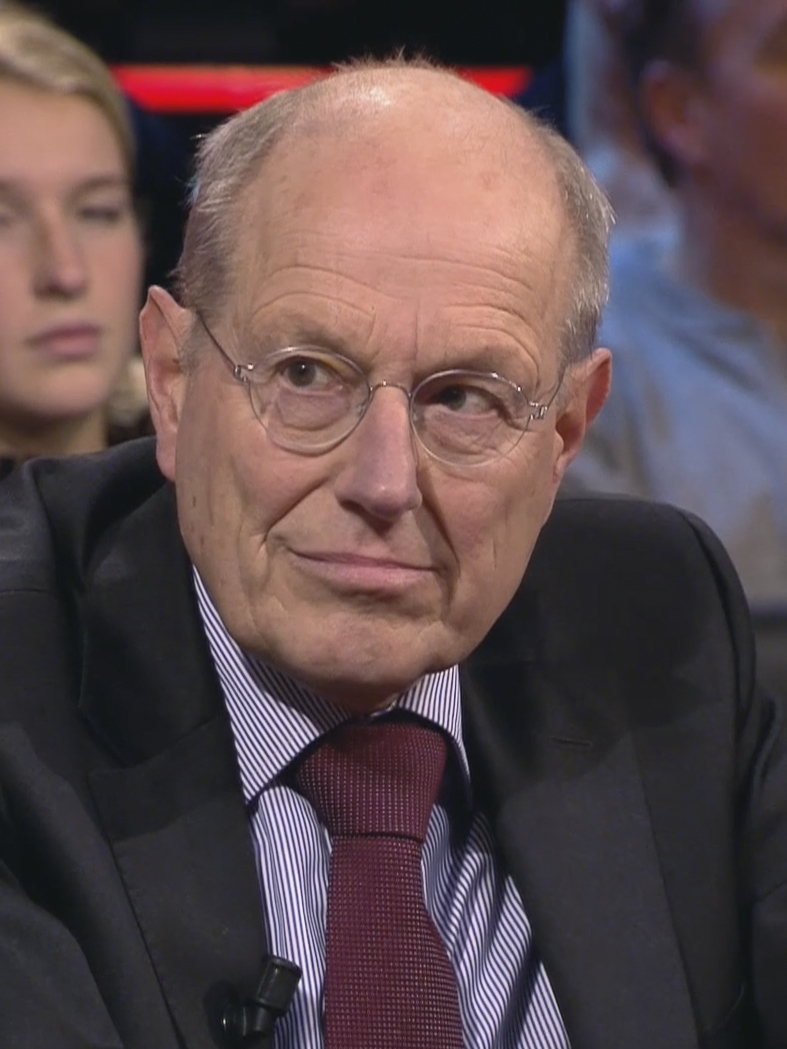
بيتر ايمير (2018)

بيتر كورنيليس (بيت) إمر (من مواليد 17 أكتوبر 1944 في هارلم ) أستاذ هولندي فخري للتاريخ بجامعة ليدن ، متخصص في التوسع الأوروبي والعبودية والهجرة ذات الصلة.

## حياة مهنية
حصل إيمر على الدكتوراه عام 1974 بأطروحة بعنوان "إنجلترا وهولندا وأفريقيا وتجارة الرقيق في القرن التاسع عشر". في عام 1991 أصبح أستاذاً في جامعة ليدن مع تكليفه بالتوسع الأوروبي والهجرة . كتابه الأكثر شهرة هو "تجارة الرقيق الهولندية 1500-1850" . في عام 2009 تقاعد .

## تجارة الرقيق الهولندية
لسنوات ، كان يُنظر إلى إيمر على أنه خبير العبودية في هولندا ، لكنه الآن يتعرض للضرر في النقاش العام. يؤكد في منشوراته على الدور الذي لعبه سكان القارة الأفريقية في تجارة الرقيق عبر المحيط الأطلسي . كان إيمير أيضًا دقيقًا بشأن ربحية تجارة الرقيق الهولندية ، على سبيل المثال ، حسب أن تجارة الرقيق الهولندية بلغت 0.005 في المائة فقط من الدخل القومي ، ويستشهد بأن العديد من العبيد الذين تم شراؤهم في إفريقيا ماتوا أثناء رحلتهم إلى نيو العالم. ، وعلاوة على ذلك ، كانت تجارة الرقيق الهولندية هي التجارة الوحيدة التي لم تعد موجودة لأسباب اقتصادية.
في عام 2013 ، ذكر في مقال في صحيفة تراو أن العبيد لم يكن أداؤهم دائمًا بنفس السوء الذي اقترحه دعاة إلغاء عقوبة الإعدام في ذلك الوقت. كان مالكو العبيد (مثل مديري المزارع والمشرفين) مترددين في العقاب البدني والاغتصاب لأنهم لا يريدون المخاطرة بالصراع مع العبيد نظرًا للعواقب المحتملة ، كما أنهم تلقوا تغذية جيدة نسبيًا مقارنة بالسكان الفقراء في أوروبا وأفريقيا الذين عانوا من المجاعات . "عليك أيضًا أن تدرك أنهم لن يكونوا أحرارًا لو بقوا في إفريقيا. لقد كانوا بالفعل مستعبدين ". .
يواجه بحث Emmers في ماضي العبودية الهولندي مقاومة من وقت لآخر. تلقى كتابه عن تاريخ العبودية قبولًا نقديًا ، من بين أمور أخرى ، من قبل المنتدى الوطني للعبودية في الماضي . كان أحد الاعتراضات هو أن إيمر قدر حصة الجمهورية الهولندية في تجارة الرقيق عبر المحيط الأطلسي بخمسة بالمائة. كما تسبب تصريحه بأن مساعدات التنمية غير متوافقة مع التنمية  في إثارة ضجة.

### متحف العبودية
وعندما سُئل عما إذا كان سيشارك في متحف العبودية الوطني الجديد في أمستردام ، أجاب: "لم يُسأل. ربما أنا كبير في السن أو مثير للجدل أكثر من اللازم ". ومع ذلك ، لدى Emmer جميع أنواع الأفكار حول تصميم المتحف الجديد. إنه يود أن يرى توثيقًا للعبودية من جزر الهند الغربية وجزر الأنتيل وسورينام التي نعرف الكثير عنها ، جنبًا إلى جنب مع العبودية من إفريقيا وآسيا وجزر الهند الشرقية الهولندية . ووفقا له ، فإن هذا من شأنه أن يضيء العبودية من جوانب عديدة.

## المنشورات (اختيار)
- HW van den Doel، PC Emmer & H.Ph. الطيور: هولندا والعالم الجديد . أوتريخت ، الطيف ، 1992. (ردمك 9027430799)
- هرسغ. von Piet C. Emmer & Manfred Mimler: Wirtschaft und Handel der Kolonialreiche . ميونيخ ، بيك ، 1988. (ردمك 3406306616)
- الكمبيوتر Emmer: تجارة الرقيق الهولندية 1500-1850 . أمستردام ، دي أربيدرز ، 2000. الطبعة الثانية. الصحافة ، 2003. (ردمك 9029515600)
- Piet Emmer & Hans Wansink: الإرسال بعيدًا أم السماح بالدخول؟ . أمستردام ، De Arbeiderspers ، 2005. (ردمك 9029523514)
- مغامرة الأطلسي. البلدان المنخفضة ، فرنسا وتوسعها الغربي ، 1500-1800 . حرره Piet Emmer و Henk den Heijer و Louis Sicking. Zutphen ، Walburg Press ، 2010. (ردمك 9789057306815)
- Piet Emmer & Jos Gommans: غني على حافة العالم. تاريخ هولندا في الخارج 1600-1800 . أمستردام ، بيرت باكر ، 2012. (ردمك 9789035133457)
- بيت إمر: ما وراء التفكير الأسود والأبيض. مساهمة في مناقشة الاستعمار والرق والهجرة . أمستردام ، نيو أمستردام ، 2018. (ردمك 9789046822685)
- الكمبيوتر Emmer: تاريخ تجارة الرقيق الهولندية . أمستردام ، نيو أمستردام ، 2019

## روابط خارجية
- صفحة ويب في جامعة Leiden ، مع قائمة المنشورات
- نظرة عامة على أعماله[وصلة مكسورة] ، Koninklijke Bibliotheek (هولندا)
- مناظرة حول العبودية بين Piet Emmer و Alphonse Muambi ، 2018